# Таскаев, Сергей Валерьевич
Сергей Валерьевич Таскаев (род. 3 марта 1977, Челябинск, РСФСР, СССР) — российский учёный-физик. Ректор Челябинского государственного университета. Доктор физико-математических наук. Депутат Законодательного Собрания Челябинской области, член фракции «Единая Россия».

## Биография
Родился в Челябинске в семье преподавателей вузов. Окончил физико-математический класс лицея № 11 Челябинска, затем физический факультет Челябинского государственного университета.
В 2003 году защитил кандидатскую диссертацию по физике конденсированного состояния.
В 2003 году — старший преподаватель кафедры физики конденсированного состояния физического факультета ЧелГУ.
В 2004 году — заместитель проректора по научной работе, инновациям и информационным технологиям, первого проректора — проректора по научной работе ЧелГУ.
В 2007 году — доцент кафедры физики конденсированного состояния физического факультета ЧелГУ, декан физического факультета ЧелГУ.
В 2012 году защитил докторскую диссертацию по физике конденсированного состояния «Фазовые диаграммы, магнитные, магнитокалорические и магнитомеханические свойства сплавов Гейслера».
В 2014 году — профессор кафедры физики конденсированного состояния физического факультета ЧелГУ.
В 2019 году избран ректором Челябинского государственного университета.
3 декабря 2021 Сергей Таскаев получил мандат депутата Законодательного Собрания Челябинской области от ушедшего члена партии «Единая Россия» Владимира Мякуша. В настоящее время состоит во фракции «Единая Россия» Законодательного собрания.

## Научная деятельность
Область научных интересов — физика конденсированного состояния, физика магнитных явлений, физика металлов и сплавов.
Автор 250 научных статей в реферируемой печати (из них 158 — Scopus, 62 — Web of Science), 3 патентов и 4 учебно-методических работ. Индекс Хирша — 29.

## Членство в профессиональных сообществах
Действительный член профессиональных сообществ:
- International Magnetic Cooling Working Party (France).
- Russian Magnetic Society (Россия).
- IEEE Society (USA).
- Materials Research Society (USA)
- ASM International Society (USA)
- TMS — The Minerals, Metals and aterials Society (USA)

Член Федерального реестра экспертов научно-технической информации ФГБНУ НИИ РИНКЦЭ (Россия).
Рецензент международных научных периодических журналов входящих в индексирование Scopus и Web of Science: International Journal of Refrigeration, IEEE Transactions on Magnetics, Physica Status Solidi, Materials Chemistry and Physics, Journal of Magnetism and Magnetic Materials, Journal of Alloys and Compounds, Journal of Superconductivity and Novel Magnetism.
Эксперт фондов РФФИ и РНФ.

## Патенты
- Патент на полезную модель № 108826 «Магнитокалорический рефрижератор»
- Патент на изобретение № 2454614 «Магнитокалорический рефрижератор»
- Патент на полезную модель № 105053 «Система контроля вождения транспортных средств»

## Награды
- Почётная грамота Министерства образования и науки Российской Федерации.
- Magnetics Society of Japan award for young scientists.
- Swiss National Science Foundation award for young scientists.
- Почётный работник сферы образования РФ[9].

## Семья
Женат. Трое детей.